# Hedysarum renzii
Hedysarum renzii är en ärtväxtart som beskrevs av Karl Heinz Rechinger. Hedysarum renzii ingår i släktet buskväpplingar, och familjen ärtväxter. Inga underarter finns listade i Catalogue of Life.